# علم سیستم زمین
علم سیستم زمین (انگلیسی: Earth system science) یا دانش سامانه زمین (به اختصار: ESS) کاربرد علم سیستم‌ها در علوم زمین می‌باشد. دانش سیستم زمین به‌طور ویژه بر تعاملات میان کره زمین، اتمسفر، هیدروسفر، یخ‌کره، ژئوسفر، پدوسفر، بیوسفر و مغناطیس‌فر، همچنین تأثیر جوامع بشری بر روی این اجزاء، متمرکز می‌باشد.